# 금호루
금호루(錦湖樓)는 대한민국 충청북도 영동군 양산면에 있는 건축물이다. 1996년 4월 15일 영동군의 향토유적 제4호로 지정되었다.

## 개요
영동·옥천 이남 하천의 근원이 양강을 이루어 한 호수를 뚫고 금강으로 흘렀으니, 이 호수를 금호라 불렀고 또 8경을 이루고 있다. 이 호수 위에는 옛날 환선루가 있었는데 큰물에 허물어져 버렸다. 그 후 이 고장의 선비 37명이 1938년 봄에 전북 무주에 있던 한풍루를 옛터 옆에 옮겨 세웠으나, 1971년 무주의 반환요구에 따라 한풍루를 반환하고, 현 위치에 다시 지어 금호루라 이름하였다. 32.4m2 규모로 정면 3칸의 둥근기둥 목조기와 팔작집이다.

## 같이 보기
- 한풍루